# Crêtes des Vosges mosellanes
Crêtes des Vosges mosellanes este o arie protejată (sit de importanță comunitară — SCI) din Franța întinsă pe o suprafață de 1.583 ha, integral pe uscat.

## Localizare
Centrul sitului Crêtes des Vosges mosellanes este situat la coordonatele 48°35′10″N 7°14′46″E / 48.58611°N 7.24611°E.

## Înființare
Situl Crêtes des Vosges mosellanes a fost declarat arie specială de conservare în baza directivei 92/43 din 1992 referitoare la conservarea habitatelor naturale și a faunei și florei sălbatice pentru a proteja 3 specii de animale.

## Biodiversitate
Situată în ecoregiunea continentală, aria protejată conține 3 habitate naturale: Formațiuni ierboase bogate în specii de Nardus, dezvoltate pe substraturi silicioase în zone montane (și în zone submontane, în Europa continentală), Păduri acidofile de Picea de la nivel montan la nivel alpin (Vaccinio-Piceetea), Păduri de fag Luzulo-Fagetum.
La baza desemnării sitului se află mai multe specii protejate de  mamifere (3): râs eurasiatic (Lynx lynx), liliac cu urechi mari (Myotis bechsteinii), liliac comun (Myotis myotis).
Pe lângă speciile protejate, pe teritoriul sitului au mai fost identificate 5 specii de plante, 3 specii de păsări, 5 specii de mamifere.